# Oliarus fici
Oliarus fici är en insektsart som beskrevs av Van Stalle 1987. Oliarus fici ingår i släktet Oliarus och familjen kilstritar. Inga underarter finns listade i Catalogue of Life.